# فات توم
فات توم: هو جهاز يعتمد على الذاكرة يستخدم في صناعة الخدمات الغذائية لوصف الظروف الستة المواتية  المطلوبة لنمو مسببات الأمراض المنقولة بالغذاء هو اختصار للطعام والحموضة والوقت ودرجة الحرارة والأكسجين والرطوبة.

## الظروف
يتم تحديد كل من الشروط الستة التي تعزز نمو العوامل الممرضة المنقولة بالغذاء في مجموعة محددة:

## الغذاء
هناك ما يكفي من العناصر الغذائية التي تعزز نمو الكائنات الحية الدقيقة. على سبيل المثال الأطعمة الغنية بالبروتين، مثل اللحوم والحليب والبيض والسمك هي الأكثر عرضة.

### الحموضة
تتطلب مسببات الأمراض التي تنقلها الأغذية درجة حموضة من 4.6-7.5 ، في حين أنها تزدهر في ظروف آخرى مع الرقم الهيدروجيني من 6.6-7.5. تتطلب لوائح إدارة الغذاء والدواء الأمريكية  للأغذية الحمضية / المحمضة أن يتم إحضار الغذاء إلى الرقم الهيدروجيني 4.5 أو أقل.

### الوقت
يجب ان يتم إزالة الطعام من منطقة الخطر خلال من ساعتين إلى أربع ساعات إما بواسطة التبريد أو الحرارة وذلك لأن بعض الأدلة ذكرت أن الطعام يكون الطعام يكون أمن مدة من ساعتين إلى أربع ساعات هي مدة آمنة .

### درجة الحرارة
درجة الحرارة تنبت العوامل المسببة للأمراض التي تنقلها الأغذية على نحو أفضل في درجات الحرارة بين 41 إلى 135 درجة فهرنهايت (من 5 إلى 57 درجة مئوية)، وهو نطاق يُشار إليه بمنطقة درجة الحرارة الخطر.وأنها تزدهر في درجات حرارة تتراوح ما بين 70 إلى 104 درجة فهرنهايت (21 إلى 40 درجة مئوية).

### الأكسجين
ولكن يوجد أيضًا مسببات أمراض لاهوائية التي تنتقل عن طريق الغذاء، التي لا تتطلب الأوكسجين في النمو. مثل بعض مسببات الأمراض، مثل الكلوستريديم بوتلينم هي مصدر للتسمم الغذائي و هي لاهوائية.

### الرطوبة
هي عنصر أساسي لنمو مسببات الأمراض المنقولة بالغذاء، ومقياس نشاط المياه هو مقياس للمياه المتاحة للأستخدام ويقاس على مقياس من 0 إلى 1.0. وتنمو مسببات الأمراض المنقولة بالغذاء على أفضل وجه في الأطعمة التي تتراوح بين 0.95 و 1.0. تتطلب لوائح إدارة الغذاء والدواء الأمريكية للأطعمة المعلبة مستوى 0.85 أو أقل.